# Europeiska folkpartiets grupp (kristdemokrater)
Denna artikel behandlar den nuvarande partigruppen och alla dess föregångare.
Europeiska folkpartiets grupp (kristdemokrater) (engelska: Group of the European People's Party (Christian Democrats), EPP-gruppen) är en partigrupp i Europaparlamentet bestående av 188 ledamöter från pro-europeiska kristdemokratiska, konservativa och liberalkonservativa partier. Gruppen utgörs till största delen av ledamöter som tillhör det europeiska politiska partiet Europeiska folkpartiet (EPP). Sedan valet 1999 är EPP-gruppen den största partigruppen i Europaparlamentet.
Partigruppen bildades officiellt den 14 juli 2009 i dess nuvarande form. Dess historia sträcker sig dock tillbaka till 1950-talet när Europaparlamentet fick sina första partigrupper. Sedan dess har gruppen ombildats ett antal gånger; under 2000-talet framför allt på grund av brittiska Konservativa partiets beslut att lämna gruppen 2009 för att bilda Gruppen Europeiska konservativa och reformister (ECR-gruppen). EPP-gruppen har som regel varit starkt pro-europeisk och pådrivande för fördjupad europeisk integration, framför allt vad gäller ekonomiska frågor. Gruppen stödde valet av Ursula von der Leyen (EPP) som kommissionsordförande efter både valet 2019 och valet 2024.
I EPP-gruppen ingår ledamöterna från svenska Moderaterna och Kristdemokraterna, finländska Samlingspartiet samt danska Konservative Folkeparti och Liberal Alliance. Därutöver ingår även ledamöter från bland annat tyska CDU och CSU, spanska Partido Popular, polska Medborgarplattformen, italienska Forza Italia och franska Republikanerna.
Gruppledare är Manfred Weber sedan den 4 juni 2014.

## Historia

### Ursprungligt bildande och ombildningar
| Gruppnamn                                                                   | Period                    |
| --------------------------------------------------------------------------- | ------------------------- |
| Kristdemokratiska gruppen                                                   | 23 juni 1953–13 mars 1978 |
| Kristdemokratiska gruppen (Europeiska folkpartiets grupp)                   | 14 mars 1978–16 juli 1979 |
| Europeiska folkpartiets grupp (kristdemokratiska gruppen)                   | 17 juli 1979–19 juli 1999 |
| Gruppen för Europeiska folkpartiet (kristdemokrater) och Europademokraterna | 20 juli 1999–19 juli 2004 |
| Gruppen för Europeiska folkpartiet (kristdemokrater) och Europademokrater   | 20 juli 2004–13 juli 2009 |
| Europeiska folkpartiets grupp (kristdemokrater)                             | 14 juli 2009–             |

EPP-gruppen är en av de tre äldsta partigrupperna i Europaparlamentet. Redan dagen efter det första sammanträdet för Europeiska kol- och stålgemenskapens gemensamma församling den 10 september 1952 bildades föregångaren till EPP-gruppen med den nederländske politikern Maan Sassen som gruppledare. 38 av de totalt 78 ledamöterna anslöt sig till gruppen.
Den 16 juni 1953 antog Gemensamma församlingen en ändring av sin arbetsordning som gjorde det officiellt möjligt att bilda partigrupper i församlingen. Den 23 juni 1953 bildades ”Kristdemokratiska gruppen”, den dåvarande största partigruppen.
Vid utvidgningen 1973, då Danmark, Irland och Storbritannien anslöt sig till Europeiska gemenskaperna, tillkom nya mitten-högerpartier till Europaparlamentet, men dessa valde att bilda en egen partigrupp kallad Europademokrater (ED-gruppen).

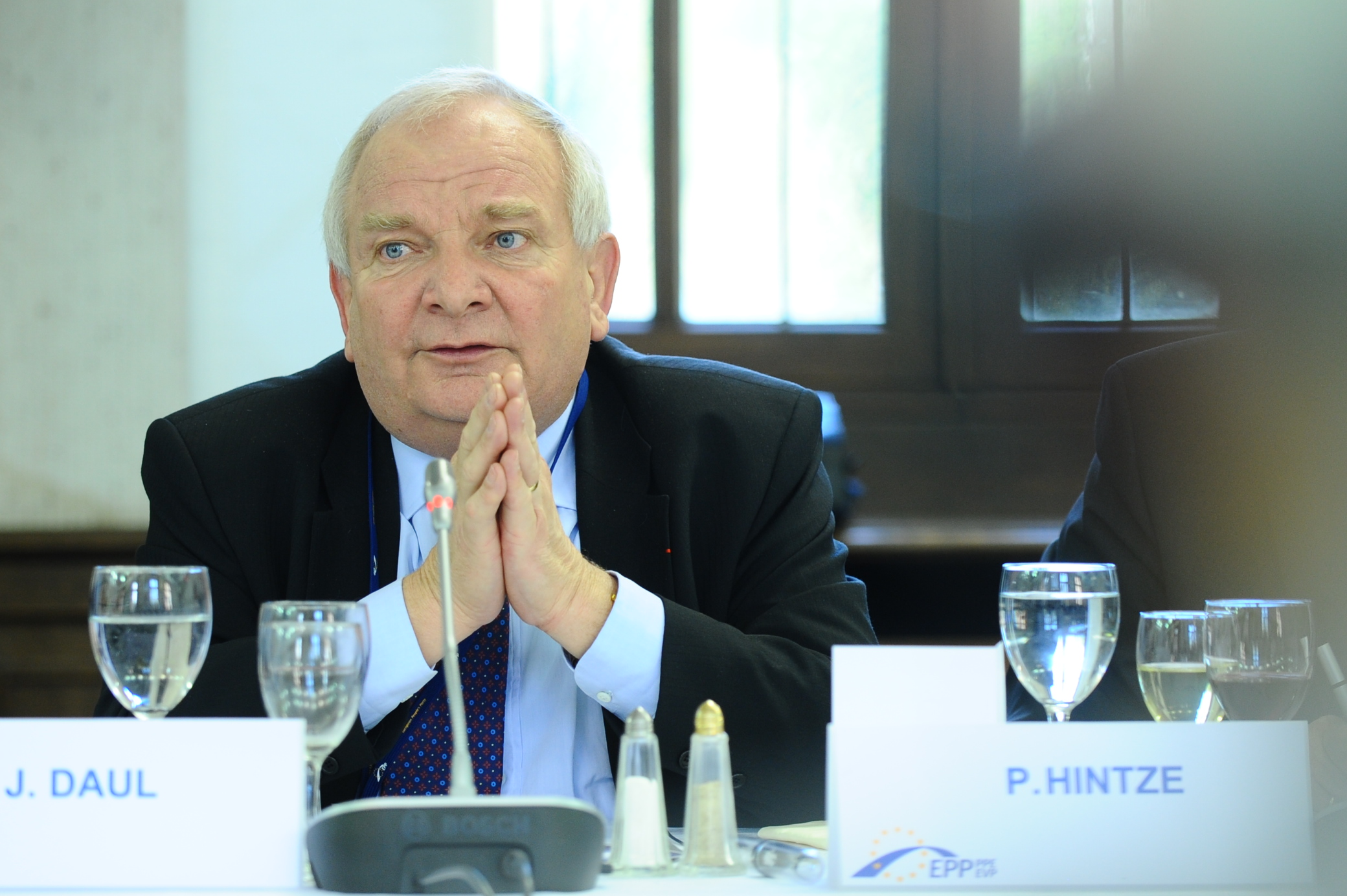
Joseph Daul var gruppledare för EPP-gruppen 2007–2014.

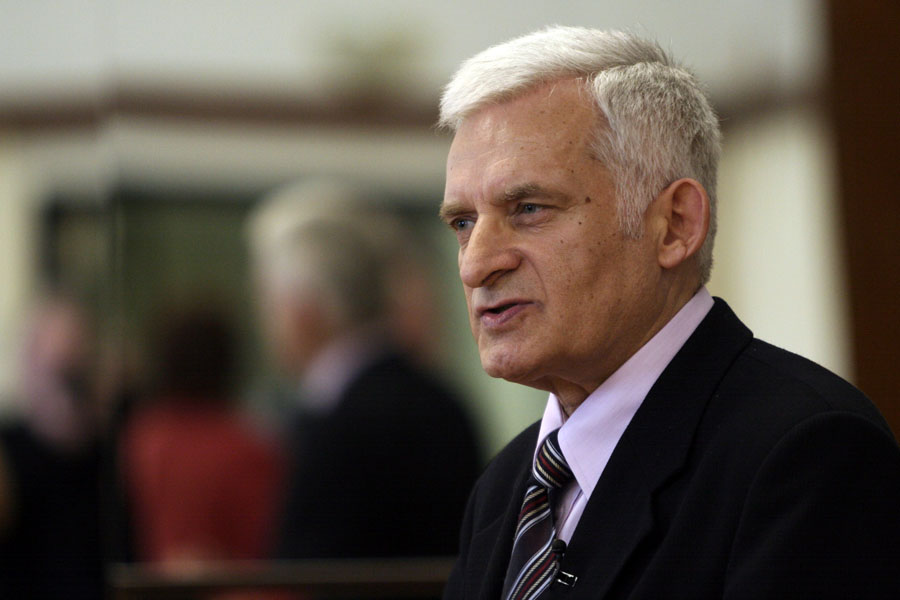
Jerzy Buzek var talman 2009–2012.

Europeiska folkpartiet bildades den 8 juli 1976 inför det första direkta valet 1979. För att tydliggöra sina kopplingar till det nybildade europeiska politiska partiet ombildades ”Kristdemokratiska gruppen” till ”Kristdemokratiska gruppen (Europeiska folkpartiets grupp)” under 1978. Efter valet 1979 ombildades gruppen till ”Europeiska folkpartiets grupp (kristdemokratiska gruppen)”. Under 1980- och 1990-talet gick gruppen från att vara en uteslutande kristdemokratisk grupp till att även innefatta ledamöter från andra mitten-högerpartier, till exempel grekiska Ny demokrati och spanska Partido Popular. Under 1990-talet upplöstes ED-gruppen som en egen partigrupp och dess ledamöter anslöt sig till EPP-gruppen, dock utan att ansluta sig till Europeiska folkpartiet. EPP-gruppen stärktes ytterligare genom att italienska Forza Italia, svenska Moderaterna och Kristdemokraterna, finländska Samlingspartiet och Österrikiska folkpartiet anslöt sig under 1990-talet. Efter valet 1999 ombildades gruppen till ”Gruppen för Europeiska folkpartiet (kristdemokrater) och Europademokraterna” (EPP-ED-gruppen) och blev den största partigruppen i Europaparlamentet för första gången sedan det första direkta valet 1979.
Bildandet av EPP-ED-gruppen innebar inte enbart framgångar. Tillkommandet av brittiska Konservativa partiet medförde interna spänningar med de kristdemokratiska partierna i frågor om unionens utformning. I samband med unionens utvidgning den 1 maj 2004 tillkom ledamöter från en rad nya politiska partier. Efter valet 2004 lyckades EPP-ED-gruppen att förbli den största partigruppen i parlamentet. Den 16 januari 2007 valdes Joseph Daul till ny gruppledare.

### Valet 2009 och splittringen av EPP-ED-gruppen

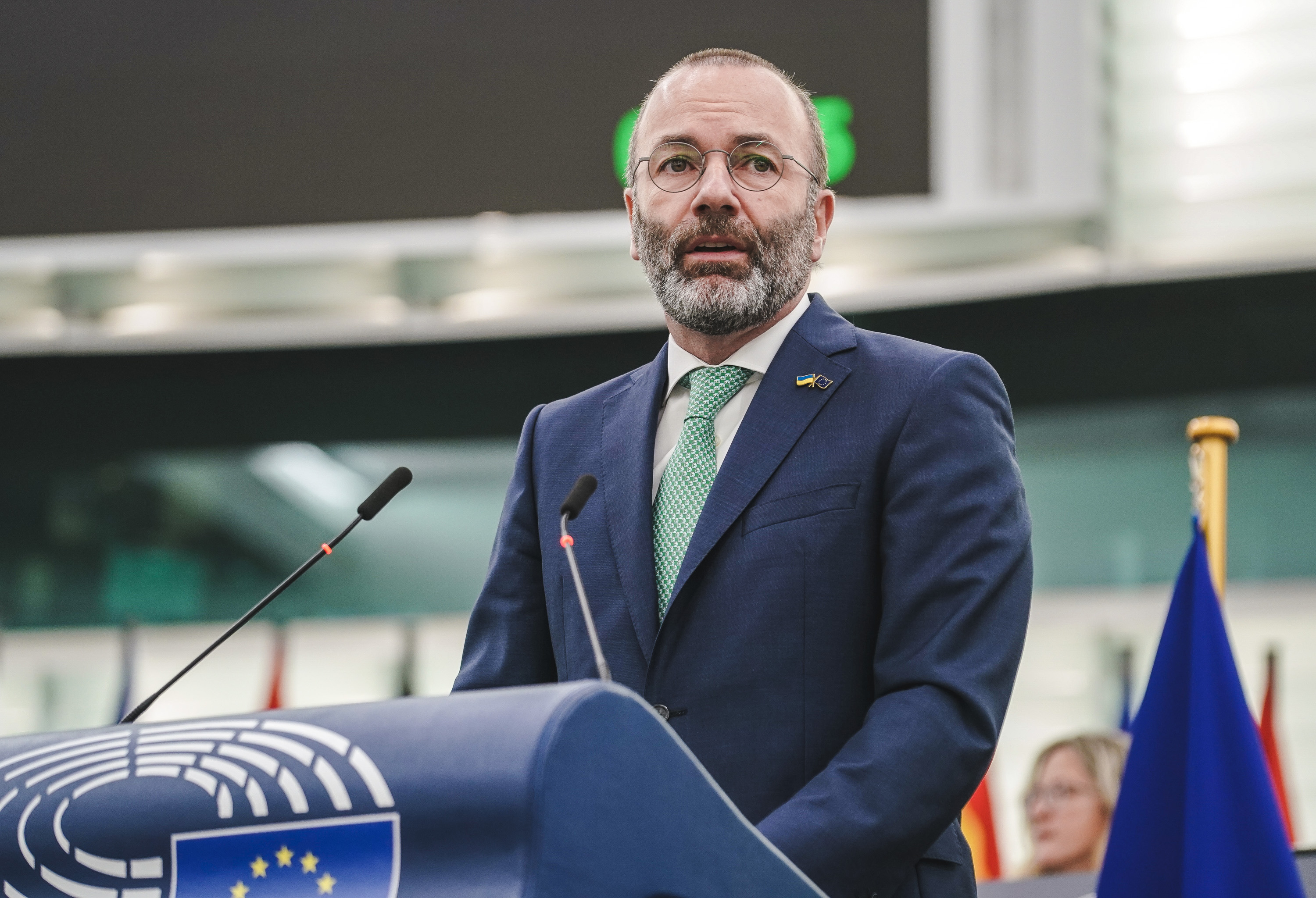
Manfred Weber är gruppledare sedan den 4 juni 2014.

Spänningarna mellan de traditionellt pro-europeiska kristdemokratiska partierna och de eurokritiska konservativa partierna nådde sin kulmen inför valet 2009 när brittiska Konservativa partiet öppet tillkännagav sin avsikt att bilda en egen partigrupp efter valet. Efter valet bröt Konservativa partiet och tjeckiska Medborgardemokraterna sig ut ur EPP-ED-gruppen för att bilda Gruppen Europeiska konservativa och reformister (ECR-gruppen) tillsammans med bland annat polska Lag och rättvisa. I och med detta upplöstes Europademokrater som undergrupp och EPP-ED-gruppen ombildades följaktligen till ”Europeiska folkpartiets grupp (kristdemokrater)”.
Trots att Konservativa partiet och Medborgardemokraterna lämnade gruppen lyckades EPP-gruppen att bibehålla sin position som största partigrupp efter valet 2009 med sina 265 mandat och ledamöter från alla medlemsstater utom Storbritannien. Joseph Daul omvaldes som gruppledare den 23 juni 2009. Vid Europaparlamentets första sammanträde efter valet den 14 juli 2009 valdes polacken Jerzy Buzek från EPP-gruppen till Europaparlamentets talman för första halvan av valperioden. Han blev därmed den första talmannen från de medlemsstater som anslöt sig till unionen den 1 maj 2004 och den sjätte talmannen från EPP-gruppen sedan det första direkta valet 1979.

### Valen 2014 och 2019
Efter valet 2014 behöll EPP-gruppen sin position som största grupp trots att antalet mandat minskade kraftigt. Manfred Weber utsågs till ny gruppledare den 4 juni 2014. EPP-gruppen slöt en överenskommelse med Gruppen Progressiva förbundet av socialdemokrater i Europaparlamentet (S&D-gruppen) efter valet 2014 som innebar att socialdemokraten Martin Schulz blev omvald som talman för första halvan av mandatperioden, medan EPP-gruppen skulle få utse en efterföljare för andra halvan av mandatperioden. I samband med att en ny talman skulle utses i januari 2017 drog sig S&D-gruppen ur överenskommelsen, men EPP-gruppen lyckades ändå få sin kandidat Antonio Tajani vald med hjälp av stöd från Gruppen Europeiska konservativa och reformister (ECR-gruppen) och Gruppen Alliansen liberaler och demokrater för Europa (ALDE-gruppen).
EPP-gruppen tappade kraftigt i väljarstöd i valet 2019 och nådde sin lägsta andel mandat sedan valet 1994. Gruppen lyckades dock bibehålla positionen som största grupp i Europaparlamentet. Efter valet omvaldes Manfred Weber som gruppledare efter att Europeiska rådet valt att inte föreslå honom till ny kommissionsordförande. Efter Storbritanniens utträde ur Europeiska unionen den 1 februari 2020 fick gruppen ytterligare fem mandat i parlamentet.
Den 3 mars 2021 valde ledamöterna från ungerska Fidesz att lämna gruppen i protest mot ett uteslutningsförfarande som hade inletts mot partiet på grund av den ungerska regeringens underminerande av rättsstatens principer. Därmed avslutades en långdragen intern dispyt mellan stora delar av EPP-gruppen och Fidesz.

### Valet 2024
I valet 2024 ökade gruppen något och behöll sin position som största partigrupp. Efter valet fick Weber förnyat förtroende som gruppledare.

## Parlamentariskt arbete
EPP-gruppen samlar ledamöter av Europaparlamentet som tillhör partier i den politiska mitten och mitten-högern. Även om gruppen historiskt sett har varit en utpräglad kristdemokratisk grupp innefattar den numera även ledamöter från konservativa och liberalkonservativa partier. Gruppens uttalade mål är att arbeta för ett mer konkurrenskraftigt och demokratiskt Europa som är närmare sina medborgare och som baserar sig på en social marknadsekonomi. Gruppen är associerad med Europeiska folkpartiet (EPP).

## Sammansättning
| Val  | Historisk mandatfördelning | Nuvarande mandatfördelning         |
| ---- | -------------------------- | ---------------------------------- |
| 1979 | 107 av 410                 | Ledamöter tillhörande partigruppen |
| 1984 | 110 av 434                 | Ledamöter tillhörande partigruppen |
| 1989 | 121 av 518                 | Ledamöter tillhörande partigruppen |
| 1994 | 157 av 567                 | Ledamöter tillhörande partigruppen |
| 1999 | 233 av 626                 | Ledamöter tillhörande partigruppen |
| 2004 | 268 av 732                 | Ledamöter tillhörande partigruppen |
| 2009 | 265 av 736                 | Ledamöter tillhörande partigruppen |
| 2014 | 221 av 751                 | Ledamöter tillhörande partigruppen |
| 2019 | 182 av 751                 | Ledamöter tillhörande partigruppen |
| 2024 | 188 av 720                 | Ledamöter tillhörande partigruppen |

EPP-gruppen består av 188 ledamöter från samtliga 27 medlemsstater. I likhet med Gruppen Progressiva förbundet av socialdemokrater i Europaparlamentet (S&D-gruppen) hämtar gruppen stöd från alla delar av unionen. Gruppen är den största i Europaparlamentet.
Ledamöter från en och samma medlemsstat bildar en nationell delegation.
EPP-gruppens högsta beslutande organ är gruppförsamlingen, som består av gruppens samtliga ledamöter. Den beslutar om alla viktiga frågor, däribland vem som ska utses till de poster inom Europaparlamentet som tilldelats gruppen. Gruppförsamlingen utser också ett ordförandeskap bestående av en gruppledare och tio vice gruppledare för en period av två och ett halvt år, som kan förnyas. Ordförandeskapet ansvarar för att leda gruppen under Europaparlamentets sammanträden och representera gruppen utåt.
Därutöver finns ett presidium bestående av ordförandeskapet, ledarna för de nationella delegationerna, gruppens vice talmän, kvestorer, utskottsordförande och talespersoner i parlamentets utskott samt partiledaren och partisekreteraren för Europeiska folkpartiet om dessa är ledamöter av Europaparlamentet. För var tionde ledamot får varje nationell delegation dessutom utse ytterligare en ledamot till presidiet. Presidiet ansvarar för att fatta strategiska och politiska beslut.

### Parlamentsledamöter
| Medlemsstat   | Nationellt parti                                 |  | Europeiskt parti | Mandat |
| ------------- | ------------------------------------------------ |  | ---------------- | ------ |
| Belgien       | Kristdemokratisk och Flamländsk                  |  | EPP              | 2      |
| Belgien       | Kristsociala partiet                             |  | –                | 1      |
| Bulgarien     | Demokrater för ett starkt Bulgarien              |  | EPP              | 1      |
| Bulgarien     | Medborgare för Bulgariens europeiska utveckling  |  | EPP              | 5      |
| Cypern        | Demokratisk samling                              |  | EPP              | 2      |
| Danmark       | Liberal Alliance                                 |  | –                | 1      |
| Danmark       | Konservative Folkeparti                          |  | EPP              | 1      |
| Estland       | Isamaa                                           |  | EPP              | 2      |
| Finland       | Samlingspartiet                                  |  | EPP              | 4      |
| Frankrike     | Republikanerna                                   |  | EPP              | 6      |
| Grekland      | Ny demokrati                                     |  | EPP              | 7      |
| Irland        | Fine Gael                                        |  | EPP              | 4      |
| Italien       | Forza Italia                                     |  | EPP              | 8      |
| Italien       | Südtiroler Volkspartei                           |  | EPP              | 1      |
| Kroatien      | Kroatiska demokratiska unionen                   |  | EPP              | 6      |
| Lettland      | Enhet                                            |  | EPP              | 2      |
| Litauen       | Fosterlandsförbundet – Litauiska kristdemokrater |  | EPP              | 3      |
| Luxemburg     | Kristsociala folkpartiet                         |  | EPP              | 2      |
| Malta         | Partit Nazzjonalista                             |  | EPP              | 3      |
| Nederländerna | Bondemedborgarrörelsen                           |  | –                | 2      |
| Nederländerna | Kristdemokratisk appell                          |  | EPP              | 3      |
| Nederländerna | Nieuw Sociaal Contract                           |  | –                | 1      |
| Polen         | Medborgarplattformen                             |  | EPP              | 21     |
| Polen         | Polska folkpartiet                               |  | EPP              | 2      |
| Portugal      | Centro Democrático e Social – Partido Popular    |  | EPP              | 1      |
| Portugal      | Partido Social Democrata                         |  | EPP              | 6      |
| Rumänien      | Nationalliberala partiet                         |  | EPP              | 8      |
| Rumänien      | Ungerska demokratiska unionen i Rumänien         |  | EPP              | 2      |
| Slovakien     | Kristdemokratiska rörelsen                       |  | EPP              | 1      |
| Slovenien     | Nova Slovenija                                   |  | EPP              | 1      |
| Slovenien     | Slovenska demokratiska partiet                   |  | EPP              | 4      |
| Spanien       | Partido Popular                                  |  | EPP              | 22     |
| Sverige       | Kristdemokraterna                                |  | EPP              | 1      |
| Sverige       | Moderaterna                                      |  | EPP              | 4      |
| Tjeckien      | Kristna och demokratiska unionen                 |  | EPP              | 1      |
| Tjeckien      | Starostové a nezávislí                           |  | –                | 2      |
| Tjeckien      | TOP 09                                           |  | EPP              | 2      |
| Tyskland      | CDU                                              |  | EPP              | 23     |
| Tyskland      | CSU                                              |  | EPP              | 6      |
| Tyskland      | Ekologiskt-demokratiska partiet                  |  | EFA              | 1      |
| Tyskland      | Tysklands familjeparti                           |  | ECPM             | 1      |
| Ungern        | Tisztelet és Szabadság Párt                      |  | –                | 7      |
| Österrike     | Österrikiska folkpartiet                         |  | EPP              | 5      |